# كريغ غاردنر
كريغ غاردنر (بالإنجليزية: Craig Gardner)‏، من مواليد 25 نوفمبر 1986 في سوليهل في إنجلترا، لاعب كرة قدم إنجليزي.
بدأ مسيرته الكروية مع نادي أستون فيلا في عام 2005، وفي عام 2010 انتقل إلى نادي برمنغهام سيتي، وفي عام 2011 انتقل إلى نادي سندرلاند الإنجليزي.

## روابط خارجية
- كريغ غاردنر على موقع قاعدة بيانات كرة القدم.إي يو (الإنجليزية)
- كريغ غاردنر على موقع Soccerbase.com (لاعب) (الإنجليزية)
- كريغ غاردنر على موقع Soccerway.com (الإنجليزية)
- كريغ غاردنر على موقع عالم كرة القدم.نت (الإنجليزية)
- كريغ غاردنر على موقع AS.com (الإسبانية)